# 룽펑구

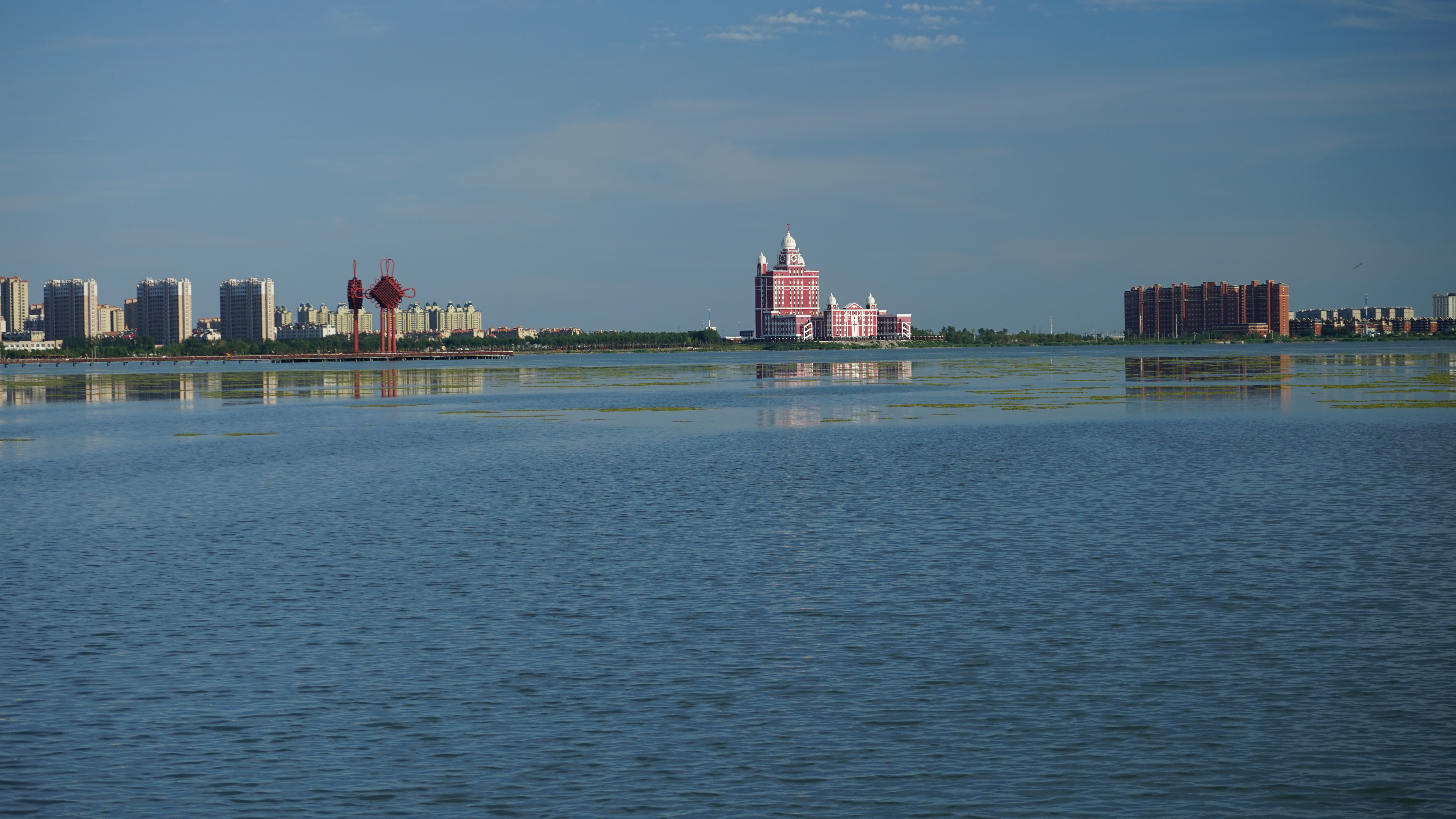

룽펑구(한국어: 용봉구, 중국어: 龙凤区, 병음: Lóngfèng Qū)는 중화인민공화국 헤이룽장성 다칭 시의 행정구역이다. 넓이는 510km2이고, 인구는 2007년 기준으로 170,000명이다.

## 행정 구역
5개 가도, 1개 진을 관할한다.
- 가도: 龙凤街道, 自强街道, 东光街道, 兴化街道, 卧里屯街道.
- 진: 龙凤镇.